# Honzaïta
La honzaïta és un mineral de la classe dels fosfats. Rep el nom en honor del doctor Jan “Honza” Hloušek (10 de març de 1950, Karlovy Vary, Txecoslovàquia – 27 d'abril de 2014, Jáchymov, República Txeca), destacat mineralogista i famós col·leccionista de minerals del districte mineral de Jáchymov. Va co-descriure vuit nous minerals i va escriure un llibre de dos volums titulat Jachymov-Joachimsthal

## Característiques
La honzaïta és un arsenat de fórmula química Ni₂(AsO₃OH)₂·5H₂O. Va ser aprovada com a espècie vàlida per l'Associació Mineralògica Internacional l'any 2015, sent publicada per primera vegada el 2018. Cristal·litza en el sistema monoclínic. La seva duresa a l'escala de Mohs és 3.
Segons la classificació de Nickel-Strunz, la pertany a «08.CB - Fosfats sense anions addicionals, amb H₂O, només amb cations de mida mitjana, RO₄:H₂O = 1:1» juntament amb els següents minerals: serrabrancaïta, hureaulita, sainfeldita, vil·lyael·lenita, nyholmita, miguelromeroïta, fluckita, krautita, cobaltkoritnigita, koritnigita, yvonita, geminita, schubnelita, radovanita, kazakhstanita, kolovratita, irhtemita i burgessita.
L'exemplar que va servir per a determinar l'espècie, el que es coneix com a material tipus, es troba conservat a les col·leccions del departament de mineralogia i petrologia del Museu Nacional de Praga, a la República Txeca, amb el número de catàleg: p1n 38.099.

## Formació i jaciments
Va ser descoberta a Jáchymov, al districte de Karlovy Vary (Regió de Karlovy Vary, República Txeca), en forma d'agregats microcristal·lins irregulars a hemisfèrics de fins a 5 mm de diàmetre sobre mineral fortament meteoritzat. Rarament s'observen petits cristalls prismàtics, de fins a 30 μm de llarg, a la superfície dels agregats. Aquest indret és l'únic a tot el planeta on ha estat descrita aquesta espècie mineral.